# Hérnia de hiato

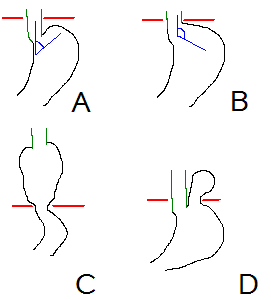
Esquema ilustrando tipos de hérnias de hiato. O diafragma está representado pelo traço vermelho. A - normal; B - ausência de esôfago abdominal; C - hérnia de deslizamento; D - hérnia para-esofágica

Hérnia de hiato ou hérnia do hiato esofágico caracteriza-se pelo deslocamento (hérnia) do estômago para a cavidade torácica, por uma fraqueza ou lesão do músculo diafragma. Este músculo divide o abdómen do tórax, e é por um espaço neste músculo, conhecido por hiato esofagiano (ou hiato esofágico), que o esófago penetra na cavidade abdominal. É mais comum após os 50 anos e em obesos.
A maioria dos maiores de 50 anos possui algum nível de hérnia de hiato visível em exames de imagem rotineiros, mas apenas 9% tem sintomas.  É mais comum na América do Norte e Europa, pela dieta pobre em fibras e maior idade média da população.

## Causas
O deslocamento do estômago pode ser causado por ferimento do diafragma e pressão persistente e intensa sobre os músculos durante a tosse, vómitos ou ao levantar objetos pesados.

## Sinais e sintomas
A hérnia de hiato pode causar:
- Azia;
- Eructação (arrotos);
- Dificuldade de deglutição;
- Dor torácica ou abdominal;
- Plenitude pós-prandial: Sentir muito cheio após as refeições;
- Pior respiração: pelo efeito sobre o diafragma.

O maior inconveniente que a hérnia de hiato traz aos pacientes é a sua relação com o refluxo gastroesofágico. O refluxo se caracteriza pelo retorno do conteúdo do estômago (suco gástrico e alimentos) para o esófago. Como a mucosa (revestimento interno) do esófago não está preparada para receber este tipo de conteúdo, já que este é muito ácido, ocorre uma inflamação do esófago, conhecida como esofagite.

## Tratamento
O tratamento da hérnia de hiato pode ser clínico ou cirúrgico, na dependência do tamanho da hérnia de hiato e da intensidade do refluxo gastroesofágico. Se recomenda a pacientes sintomáticos:
- Beber água para reduzir a azia,
- Elevar a "cabeça" de suas camas,
- Evitar deitar logo após as refeições,
- Perder peso,
- Técnicas para lidar com estresse,

Se não é suficiente para evitar o refluxo se prescrevem Inibidores da bomba de prótons, como omeprazol ou pantoprazol, ou antagonista H2, como ranitidina. Em caso de complicações, como dificuldade para comer (disfagia) ou esôfago de Barret, pode ser necessário cirurgia.